# It's the End of the World as We Know It
It's the End of the World as We Know It è il primo EP del DJ statunitense Steve Aoki, pubblicato l'11 dicembre 2012 dalla Dim Mak Records.

## Descrizione
Contiene tre brani che hanno visto la partecipazione di Angger Dimas, My Name Is Kay, Dan Sena, Miss Palmer e Rune RK.
Entrambi sono stati successivamente pubblicati come singoli nel corso del 2013, ad esclusione del brano conclusivo Transcend: per esso è stata realizzata una versione vocale insieme a RAS e ridenominata Bring You to Life (Transcend), pubblicata come singolo il 15 ottobre dello stesso anno.

## Tracce
1. Singularity (Steve Aoki & Angger Dimas feat. My Name Is Kay) – 6:15
2. Omega (feat. Dan Sena & Miss Palmer) – 6:04
3. Transcend (feat. Rune RK) – 6:00